# Jusuf Alibali
Jusuf Alibali, noto anche come Isuf o Yusuf (Scutari, 9 novembre 1922 – 2003), è stato un giornalista, politico, storico, scrittore e partigiano albanese.

## Biografia
Nacque a Scutari il 9 novembre 1922. Suo padre Sali Alibali era un'ufficiale dell'esercito albanese; aveva almeno tre fratelli: Xhevat, Besnik e Agim. Dopo essersi diplomato presso il liceo di Scutari, si iscrisse nel 1941 alla Facoltà di Giurisprudenza dell'Università degli Studi di Firenze, dove fu allievo di Piero Calamandrei e Giovanni Lorenzoni; a Firenze fu tuttavia arrestato per la sua militanza antifascista venendo imprigionato al carcere le Murate. Tornato in Albania fu nuovamente arrestato dalle autorità naziste nell'estate 1944, venendo imprigionato presso il carcere di Tirana. Prese parte al movimento di liberazione nazionale come membro della 22ª Brigata d'assalto, partecipando alla liberazione di Scutari nel 1944.
A partire dal 1945 studio presso la Facoltà di Giurisprudenza dell'Università statale Lomonosov di Mosca in Unione Sovietica, laureandosi nel 1949. Tornato in patria divenne giudice della Corte suprema nel 1945 e Viceministro della giustizia durante il mandato di Manol Konomi, dedicandosi anche all'attività giornalistica come redattore del quotidiano del Partito del Lavoro Zëri i Popullit e come dipendente di Radio Tirana.
Si sposò con l'attrice Adivije Alibali, con la quale ebbe due figli: Ilir e Agron. Avrebbe ispirato la figura di Zylo, protagonista del romanzo Ascesa e caduta del compagno Zylo di Dritëro Agolli.
Il 15 ottobre 1975 fu espulso dal PPSH e dalla redazione di Zëri i Popullit e insieme alla famiglia fu esiliato a Labovë e Vogël (prefettura di Argirocastro). Secondo alcune testimonianze l'espulsione sarebbe avvenuta dopo l'esecuzione di Beqir Balluku, accusato di aver tentato un colpo di Stato contro Enver Hoxha; uno dei figli di Balluku era infatti sposato con una nipote di Adivije.
Nel dopoguerra partecipò alla redazione della rivista letteraria Drita; partecipò inoltre alla stesura del secondo volume della Historia e popullit shqiptar.

## Opere
- (SQ) Jusuf Alibali, Vajza prej Oroshit, Tirana, Shtëpia Botuese Naim Frashëri, 1962.
- (SQ) Aleks Buda, Kristo Frashëri, Stefanaq Pollo, Jusuf Alibali e Ndreçi Plasari, Historia e popullit shqiptar, Vol. 2, 1969, OCLC 835933388.
- (SQ) Jusuf Alibali, Gezimi i Cen Belikut, Tirana, Shtëpia Botuese Naim Frashëri, 1971.
- (SQ) Jusuf Alibali, 8 Portrete, Tirana, Medar, 1998.
- (SQ) Jusuf Alibali, Tinguj të Jetës: poezi, collana Poezi shqiptare, Elite, 2003, ISBN 9-992-76627-1.
- (SQ) Jusuf Alibali, Artisti dhe koha e vet: tri ese, 2012, ISBN 9789995637422.